# Carvico
Carvico (lombardul: Carvìch) település Olaszországban, Lombardia régióban, Bergamo megyében. Lakosainak száma 4651 fő (2023. január 1.). Carvico Calusco d’Adda, Sotto il Monte Giovanni XXIII, Terno d’Isola, Villa d’Adda és Pontida községekkel határos.

## Népesség
A település népességének változása:
| Lakosok száma | 4638 | 4659 | 4651 |
|               | 2017 | 2018 | 2023 |